# Haeterius setosus
Haeterius setosus är en skalbaggsart som beskrevs av Martin 1922. Haeterius setosus ingår i släktet Haeterius och familjen stumpbaggar. Inga underarter finns listade i Catalogue of Life.